# Bitcoin
Bitcoin (simbolo: ₿, codice: BTC o XBT) è una criptovaluta e un sistema di pagamento decentralizzato basato su tecnologia peer-to-peer e software a codice aperto. Fu proposto nel 2008 da un'entità sconosciuta identificata dallo pseudonimo di Satoshi Nakamoto, che pubblicò un white paper intitolato Bitcoin: A Peer-to-Peer Electronic Cash System. L'implementazione della rete e del software avvenne nel 2009, segnando l'inizio dell'utilizzo effettivo di bitcoin come valuta digitale.
Per convenzione, il termine Bitcoin con la maiuscola si riferisce alla rete e alla tecnologia sottostante, mentre bitcoin minuscolo indica la valuta in sé.
La rete Bitcoin consente transazioni senza intermediari grazie a un meccanismo di consenso distribuito chiamato mining, un processo computazionale che valida e registra le transazioni all'interno di una blockchain pubblica e immutabile.
Basato su un’ideologia di libero mercato e decentralizzazione, bitcoin è considerato da molti un bene rifugio o un asset speculativo, ed è stato descritto da alcuni studiosi come una potenziale bolla economica. La sua natura pseudonima (non completamente anonima) ha suscitato preoccupazioni in merito all’utilizzo per attività illecite, attirando l’attenzione dei regolatori finanziari internazionali e portando diversi paesi a imporne restrizioni o divieti.
Un evento significativo nella sua storia è stata l’adozione del bitcoin come moneta a corso legale da parte di El Salvador nel 2021, primo Stato al mondo a compiere tale passo.
Il funzionamento di Bitcoin si basa sulla collaborazione tra migliaia di computer connessi in una rete peer-to-peer, ognuno dei quali agisce come nodo e mantiene una copia indipendente di un registro distribuito pubblico delle transazioni, noto come blockchain, senza la supervisione di un'autorità centrale. Le transazioni sono validate attraverso l'uso della crittografia, rendendo praticamente impossibile per un utente spendere i bitcoin appartenenti a un altro, a patto che le chiavi private restino segrete.
Il consenso tra i nodi sul contenuto della blockchain viene raggiunto tramite un processo computazionale intensivo chiamato proof of work, noto anche come mining. Questo processo viene svolto da dispositivi specializzati, detti miner, che risolvono complessi problemi matematici per aggiungere nuovi blocchi alla catena. Il mining serve principalmente a prevenire il double spending (la spesa doppia della stessa unità di valuta) e garantisce l'integrità cronologica delle transazioni. Inoltre, ha effetti collaterali desiderabili, come l'aumento della sicurezza contro attacchi o tentativi di modifica della cronologia, poiché un attaccante dovrebbe disporre di più potenza computazionale del resto della rete combinata. Il processo regola anche la creazione di nuove monete (ricompensa del blocco, un valore che si dimezza ogni quattro anni circa) e la loro immissione in circolazione. Tuttavia, comporta un consumo energetico molto elevato ed è stato oggetto di critiche per il suo impatto ambientale.
Bitcoin è spesso considerato dagli esperti finanziari non come una moneta vera e propria, ma come una riserva di valore altamente volatile. A differenza delle valute fiat tradizionali, non si basa su un'autorità emittente centrale, e il suo valore è determinato esclusivamente dalla legge della domanda e offerta.
I bitcoin sono conservati in portafogli digitali (wallet), che possono essere dispositivi fisici, software locali o servizi online. Ogni wallet è associato a uno o più indirizzi bitcoin, identificati da stringhe alfanumeriche tra i 25 e i 36 caratteri, necessari per inviare o ricevere pagamenti. Il sistema è pseudo-anonimo: l'identità degli utenti non è espressamente collegata agli indirizzi, ma tutte le transazioni sono pubblicamente e permanentemente visibili sulla blockchain. Errori nella trascrizione degli indirizzi possono risultare nella perdita irreversibile dei fondi. Per semplificare le operazioni, è possibile utilizzare codici QR.
La struttura decentralizzata e censura-resistente della rete rende praticamente impossibile a governi o entità terze bloccare i trasferimenti, sequestrare bitcoin senza possedere le relative chiavi private, o influenzarne direttamente la quantità in circolazione tramite inflazione.
Bitcoin rappresenta una delle prime applicazioni pratiche del concetto di criptovaluta, teorizzato per la prima volta nel 1996 da Wei Dai nella proposta di un sistema chiamato b-money.

## Ideologia, decentralizzazione e sovranità finanziaria individuale
Bitcoin si fonda su principi ideologici ispirati al libero mercato e al libertarismo. La sua struttura decentralizzata elimina la necessità di intermediari come banche e governi, offrendo agli utenti un controllo completo sulla propria ricchezza.
Questo approccio si basa sul concetto di self-sovereign money, che significa denaro di proprietà esclusiva dell'individuo (al portatore), senza la possibilità di confisca o svalutazione da parte di entità centrali. In questo sistema, ogni utente è responsabile delle proprie transazioni, agendo come un'entità autonoma all'interno di una rete globale.
Bitcoin si presenta così come una risposta alle politiche monetarie centralizzate e alle restrizioni imposte dai governi, offrendo un'alternativa che non dipende dal consenso di autorità esterne. Questo modello ha attratto sostenitori che vedono in Bitcoin una forma di libertà economica e un potenziale strumento per contrastare le politiche inflazionistiche, le crisi finanziarie tradizionali e conseguenti effetti socio-economici.
L'adozione di Bitcoin come metodo di pagamento alternativo offre una serie di vantaggi, principalmente legati all'assenza di commissioni bancarie o di pagamento tipiche dei sistemi tradizionali. Bitcoin permette transazioni dirette tra il compratore e il venditore senza la necessità di intermediari finanziari come banche o piattaforme di pagamento, riducendo così i costi di transazione e aumentandone l'efficienza complessiva.
Le transazioni in Bitcoin sono globali e consentono, in particolare agli esercenti, di accettare pagamenti da clienti in qualsiasi parte del mondo senza incorrere in costi aggiuntivi per il cambio valuta o tempi morti per l'elaborazione di pagamenti internazionali. Le transazioni, che avvengono tramite la rete decentralizzata della blockchain, sono anche rapide (a volte più veloci rispetto alle transazioni bancarie tradizionali) e immutabili, riducendo i rischi di frode o chargeback.
In sintesi, Bitcoin fornisce ad individui ed esercenti una maggiore autonomia economica, eliminando il controllo centralizzato da parte delle banche, governi e istituzioni finanziarie tradizionali e riducendo i costi operativi.

## Storia

### Origini e contesto
Negli anni Novanta, il movimento dei Cypherpunk sostiene che la libertà digitale si costruisse con la tecnologia e non con la politica.. Questo gruppo di attivisti e programmatori riteneva che la privacy fosse un prerequisito fondamentale per una società libera nell’era digitale e promuoveva l’uso della crittografia come strumento fondamentale per garantire la privacy individuale nell’era digitale. Secondo i suoi sostenitori, la privacy non doveva essere concessa da governi o aziende, ma difesa attivamente tramite la scrittura di codice e lo sviluppo di software. I Cypherpunk auspicavano una società in cui le informazioni personali fossero accessibili solo su scelta dell’individuo e ritenevano che la diffusione della crittografia fosse essenziale per preservare la libertà nel XXI secolo, in un contesto di crescente sorveglianza e controllo statale.
Queste premesse ideologiche e tecnologiche costituiscono il contesto in cui, anni dopo, emergeranno i progetti di denaro elettronico decentralizzato.
Già nel 1980 David Chaum sviluppò eCash, una forma pionieristica di moneta elettronica basata su crittografia.
Nel 1992 Hal Finney, tra i primi membri della mailing list dei Cypherpunk, mostrò precoce sensibilità verso le questioni legate alla privacy e al controllo centralizzato, scrivendo:
(Hal Finney)
Secondo la Fondazione per i diritti umani, questa riflessione sintetizza perfettamente l’obiettivo dei Cypherpunk: usare il computer come strumento per liberare e proteggere le persone. Finney contribuì direttamente allo sviluppo di strumenti come PGP e i remailer anonimi.

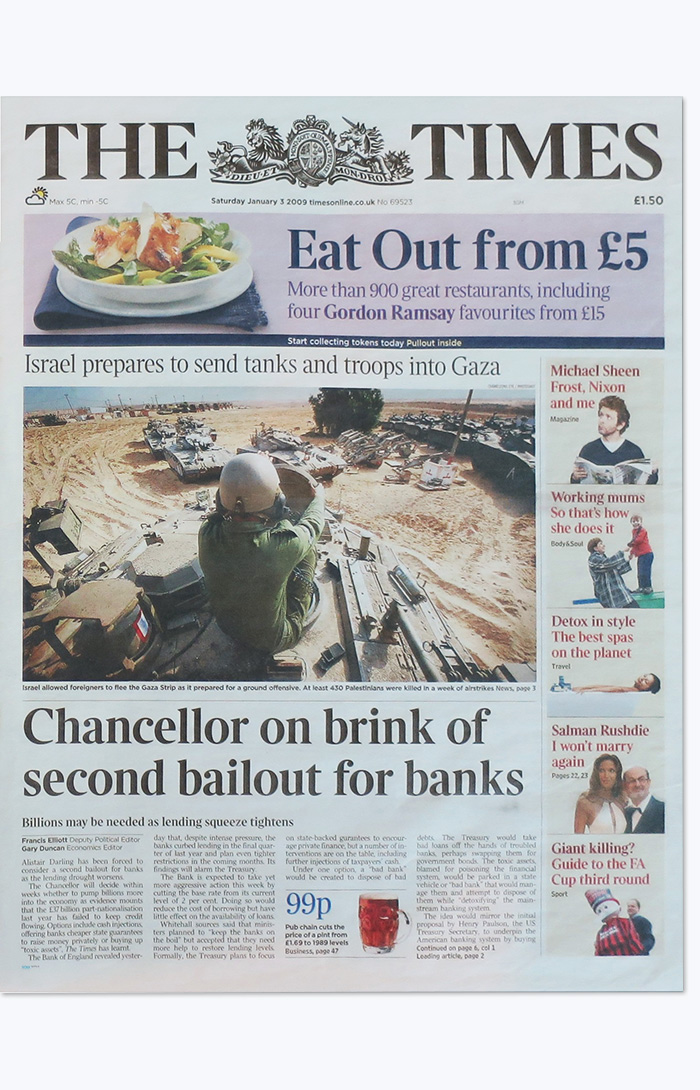
Prima pagina del The Times del 3 gennaio 2009, «Il cancelliere sul punto di un secondo salvataggio delle banche». Questa frase fu inclusa da Satoshi nel blocco genesi di Bitcoin come un messaggio simbolico e un riferimento critico alla crisi finanziaria del 2007-2008 e al sistema bancario tradizionale.

Nel 1992 i crittografi Cynthia Dwork e Moni Naor introdussero il concetto di “prezzi computazionali”, secondo cui la risoluzione di puzzle matematici poteva avere valore intrinseco.
Nel 1997 Adam Back propose Hashcash, un sistema di proof‑of‑work per limitare lo spam. Nel 1998 Wei Dai e Nick Szabo ipotizzarono valute decentralizzate: rispettivamente b‑money e Bit Gold.
Dopo lunga esperienza nel movimento cypherpunk, nel 2004 Hal Finney realizzò RPOW (Reusable Proof‑of‑Work): un primitivo sistema proof‑of‑work riutilizzabile basato su Hashcash e secure hardware, precursore diretto di Bitcoin.
Tuttavia, questi approcci non superavano completamente problemi come la centralizzazione, il double spending o l’attacco Sybil.

### 2008–2009: Creazione
Il dominio bitcoin.org fu registrato il 18 agosto 2008. Il 31 ottobre dello stesso anno, Satoshi Nakamoto pubblicò un white paper intitolato Bitcoin: A Peer-to-Peer Electronic Cash System su una mailing list di crittografia.  
L’identità di Nakamoto rimane sconosciuta. Il software Bitcoin fu rilasciato open source nel gennaio 2009.
Il 3 gennaio 2009, Nakamoto minò il primo blocco della blockchain, noto come genesis block, contenente l'enigmatico messaggio: "The Times 03/Jan/2009 Chancellor on brink of second bailout for banks". Il 12 gennaio 2009, Hal Finney ricevette la prima transazione bitcoin della storia: 10 BTC inviati da Nakamoto.

### 2010–2012: Crescita iniziale
Nel 2010, Nakamoto scomparve progressivamente dalla scena, affidando la gestione del codice sorgente a Gavin Andresen, che in seguito divenne sviluppatore principale della Bitcoin Foundation.
Il 22 maggio 2010 si registrò la prima transazione commerciale nota effettuata con bitcoin: lo sviluppatore Laszlo Hanyecz acquistò due pizze da Papa John's pagando 10.000 BTC, un evento poi celebrato ogni anno come il Bitcoin Pizza Day.
In questi anni, Bitcoin venne adottato come unico metodo di pagamento da Silk Road, un mercato online del dark web, generando transazioni per oltre 9 milioni di BTC.

### 2013–2014: Prime regolamentazioni
Nel 2013, il FinCEN (dipartimento del Tesoro statunitense) classificò i miner come money services businesses, rendendoli soggetti alle leggi antiriciclaggio.  
Nello stesso anno, le autorità federali sequestrarono l’exchange Mt. Gox e oltre 30.000 BTC collegati a Silk Road.  
A dicembre, la Banca Popolare Cinese vietò l’uso di Bitcoin da parte delle istituzioni finanziarie, causando un drastico calo del prezzo.

### 2015–2019: Diffusione globale e innovazioni tecniche

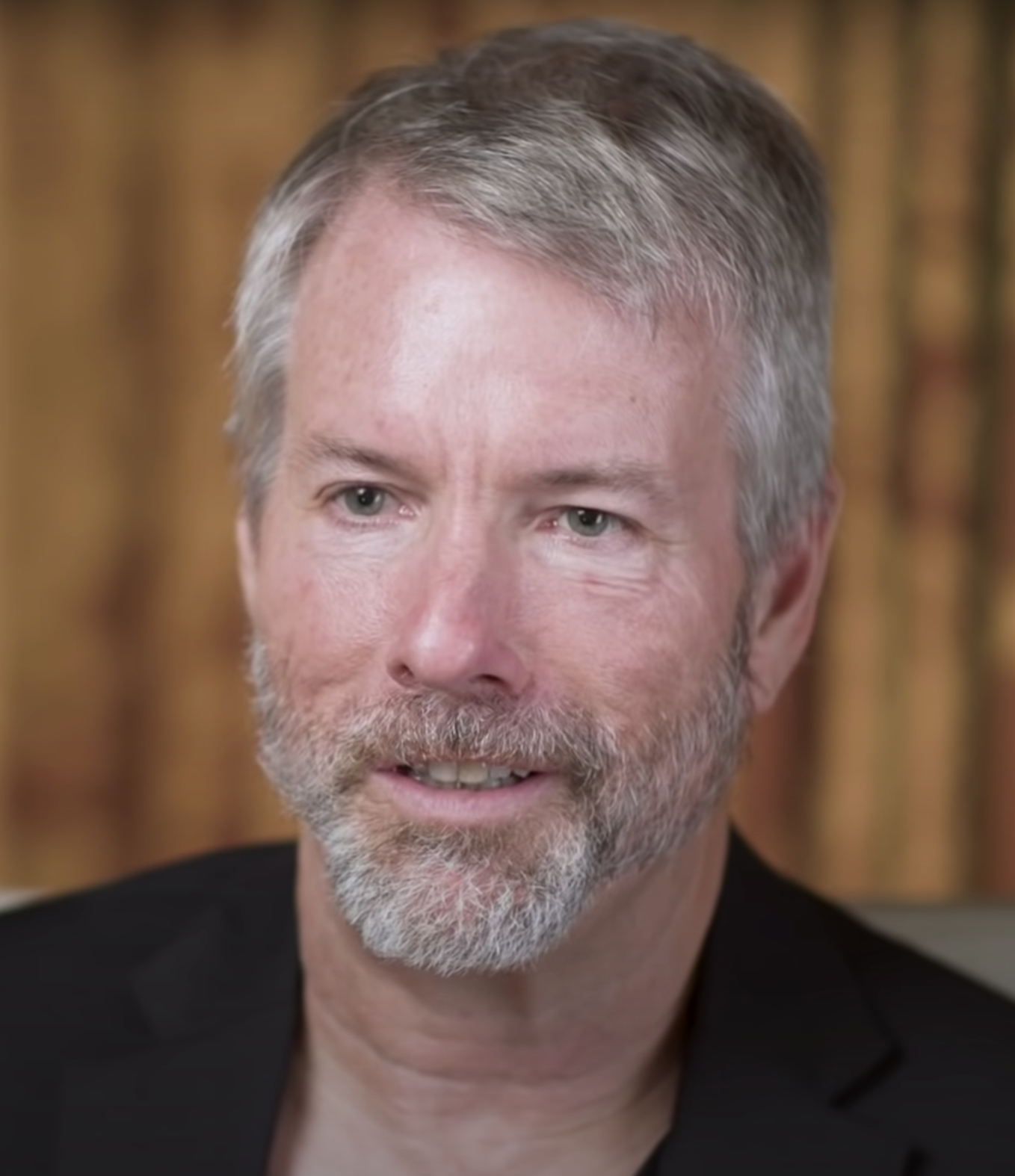
Michael Saylor, cofondatore ed executive chairman di MicroStrategy, è stato uno dei primi sostenitori dell’adozione istituzionale di Bitcoin. A partire dal 2020, ha guidato l’acquisto periodico di miliardi di dollari in bitcoin come riserva di valore aziendale, contribuendo a legittimare l’uso di Bitcoin tra le imprese quotate in borsa.

Uno studio dell’Università di Cambridge del 2017 stimò tra 2,9 e 5,8 milioni gli utenti attivi di portafogli bitcoin.  
Nel 2017 fu attivato Segregated Witness (SegWit), un aggiornamento del protocollo volto a migliorare la scalabilità, e fu introdotta la Lightning Network. Nello stesso anno nacque la fork Bitcoin Cash. Il 18 dicembre 2017, il CME Group lanciò il primo contratto future su Bitcoin.

### 2020–oggi: Adozione istituzionale e status globale
A partire dal 2020, varie società quotate in borsa (tra cui MicroStrategy, Square e Tesla) iniziarono ad acquistare bitcoin come riserva di valore.  
Nel 2021, Bitcoin è stato adottato da El Salvador come moneta a corso legale. Nello stesso anno è stato approvato il primo ETF statunitense basato su futures bitcoin, e si è registrata l’attivazione dell’aggiornamento Taproot, che ha introdotto firme Schnorr e miglioramenti per i contratti intelligenti.
Nel 2022, Bitcoin è stato utilizzato come metodo di raccolta fondi durante le proteste dei camionisti in Canada, eludendo il blocco dei conti bancari. Nel corso dell’anno, il mercato delle criptovalute ha subito un calo significativo a causa del collasso di vari progetti come TerraUSD e Celsius Network.
Nel 2023, è stato introdotto il supporto agli NFT sulla blockchain di Bitcoin tramite il protocollo Ordinals.  
Nel gennaio 2024, la SEC statunitense ha approvato i primi ETF spot su Bitcoin, aprendo il mercato agli investitori istituzionali.  
A novembre 2024, Bitcoin ha superato i 90 000 dollari di valore, toccando quota 100 000 il 23 novembre. A marzo 2025, il presidente statunitense Donald Trump ha firmato un ordine esecutivo per la creazione di una riserva strategica in bitcoin.

## Economia

Storico del tasso di cambio col dollaro statunitense

Il controvalore totale dell'economia Bitcoin, calcolato a dicembre 2012 era di circa 140 milioni di dollari statunitensi, in aprile 2013 1,4 miliardi di dollari statunitensi, nel novembre 2013, con un cambio 1 bitcoin = 540 USD, il controvalore sale ancora a più di 6 miliardi di dollari statunitensi. La soglia "psicologica" dei 500 USD era stata raggiunta per la prima volta su Mt. Gox il 17 novembre 2013 e solo due giorni dopo, nello stesso exchange, il valore registrato era di 900 USD. I 1.000 USD furono raggiunti per la prima volta il 27 novembre dello stesso anno; nel dicembre 2017 Bitcoin raggiunse nuovi massimi storici in area 20 000 USD; nel 2024 sono stati sorpassati per la prima volta i 90 000 USD di valore per unità di conto, questo è coinciso all'incirca con il raggiungimento di 1,7 bilioni di dollari di market cap (circa quella dell'argento nello stesso periodo).
L'economia basata sui bitcoin è ancora molto piccola, se paragonata a economie stabilite da lungo tempo, e il software è ancora in uno stato di beta release; tuttavia sono già commercializzati in bitcoin merci e servizi reali quali, ad esempio, automobili usate o contratti di sviluppo software. I bitcoin vengono accettati sia per servizi online sia per beni tangibili.
Sono moltissimi ormai gli enti, le organizzazioni e le associazioni che accettano donazioni in bitcoin; tra i tanti si possono citare la Electronic Frontier Foundation, The Pirate Bay, Free Software Foundation e anche Wikimedia Foundation.
Dal novembre 2013 l'Università di Nicosia, a Cipro, accetta il bitcoin come mezzo di pagamento delle tasse universitarie. A partire dal 1º luglio 2016, nella città di Zugo, capitale di uno dei Cantoni più ricchi della Svizzera, è possibile pagare in bitcoin alcuni servizi pubblici, tra cui la sanità e i trasporti. Alcuni commercianti, utilizzando siti di cambio, permettono di cambiare bitcoin in diverse valute, ivi compresi dollari statunitensi, euro, rubli russi e yen giapponesi.
Chiunque può controllare l'elenco degli scambi di bitcoin (detto blockchain) e osservare le transazioni in tempo reale. Diversi servizi sono già disponibili per facilitare queste operazioni.

### Differenze con le monete a corso legale

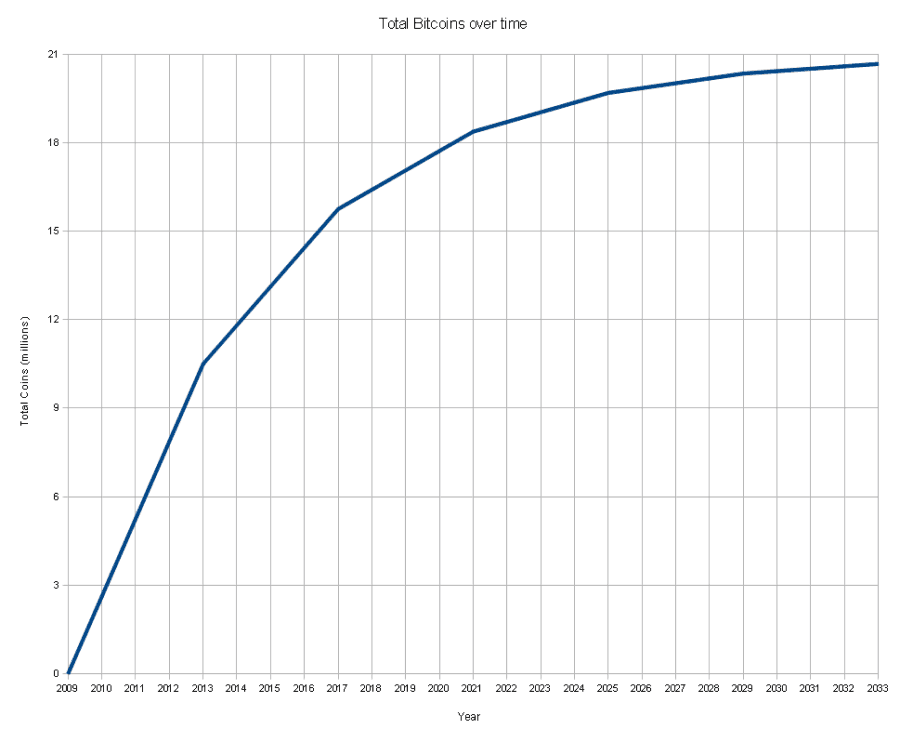
Proiezione sul totale dei bitcoin nel tempo.

A differenza delle altre valute a corso legale, i bitcoin hanno una caratteristica unica: nessuno può controllarne il valore a causa della natura decentralizzata del metodo di creazione della valuta, sebbene sulla decentralizzazione siano stati sollevati dubbi, come ad esempio da Elon Musk che ha affermato sia in realtà "altamente centralizzato", descrivendo l'episodio dell'allagamento di una sola miniera di carbone dello Xinjiang che ha causato, in accordo con varie testate giornalistiche, un calo della potenza di calcolo o hashrate della rete Bitcoin del 35%. In Bitcoin la quantità di valuta in circolazione è limitata a priori; inoltre è perfettamente prevedibile e quindi conosciuta da tutti i suoi utilizzatori in anticipo. L'inflazione da valuta in circolazione non può quindi essere utilizzata da un ente centrale per redistribuire la ricchezza tra gli utenti.
I trasferimenti sono definiti come un cambio di proprietà della valuta e vengono effettuati senza la necessità di un ente esterno che debba fare da supervisore tra le parti. Tale modalità di interscambio rende impossibile annullare la transazione e quindi riappropriarsi delle monete che hanno cambiato di proprietà. Il client Bitcoin trasmette la transazione ai suoi nodi più vicini, che ne verificano l'autenticità e la disponibilità dei fondi e la ritrasmettono a loro volta ai nodi a cui sono connessi.
Il numero totale di bitcoin tende asintoticamente al limite di 21 milioni. La disponibilità di nuove monete cresce come una serie geometrica ogni 4 anni; nel 2013 è stata generata metà delle possibili monete e per il 2017 saranno i tre quarti. In questo modo in circa 136 anni (dopo 32 "halving" intervallati da circa 4 anni di distanza tra loro) verranno generate tutte le monete. All'avvicinarsi di quella data e ipotizzando che la richiesta di bitcoin crescerà più che proporzionalmente rispetto alla disponibilità degli stessi, i bitcoin probabilmente subiranno una deflazione nel valore (cioè un aumento del valore reale) dovuta alla scarsità di nuova moneta. In ogni modo i bitcoin sono divisibili fino all'ottava cifra decimale (con un totale quindi di 2,1×1015 unità), permettendo un completo aggiustamento del valore in un ambiente deflazionistico. Secondo gli sviluppatori, in un ambiente con scarsità di bitcoin i nodi, anziché finanziarsi con la creazione di nuovi bitcoin, trarranno profitto dalla loro capacità di effettuare le transazioni, competendo quindi sui prezzi e mantenendoli bassi.

### Il cambio con lo yuan cinese
Nel 2013 la moneta virtuale ha raggiunto il 21% del totale delle operazioni di cambio della valuta cinese.

### Risultati
Tra gli scenari previsti per un possibile fallimento del Bitcoin, vi sono la svalutazione della moneta, una base di utenti in diminuzione, o un attacco frontale al sistema da parte dei governi. Non è però possibile bandire ogni forma di denaro digitale come Bitcoin. La decentralizzazione e l'anonimato che fanno intrinsecamente parte del Bitcoin possono essere viste come una reazione ai procedimenti giudiziari nei confronti di aziende che lavoravano nell'ambito del denaro elettronico come e-gold e Liberty Dollar. Questo perché il sistema in sé è a tutti gli effetti una raccolta del risparmio, pesantemente regolamentata in tutti i paesi del mondo in senso repressivo (per evidenti motivi, vedi schema Ponzi), e nel caso in questione, come già esposto, una raccolta per di più abusiva. In un'inchiesta di Danny O'Brien pubblicata sull'Irish Times viene detto che «Quando mostro alle persone l'economia Bitcoin, chiedono "Ma è legale?" ed "È un imbroglio?". Immagino che ci siano avvocati ed economisti che stiano cercando di dare una risposta a queste non semplici domande. Sospetto che la lista delle persone che cerca di dare questa risposta si arricchirà ben presto di legislatori.» I valori della moneta si fondano sulla fiducia dei suoi utilizzatori. La gestione del bitcoin, e quindi il suo valore e il suo cambio, sono affidati al libero mercato e quindi alle forze della domanda e dell'offerta.
Nel febbraio del 2011, a seguito della menzione su Slashdot e del conseguente effetto Slashdot ci sono state ripercussioni sul valore del bitcoin e sul corretto funzionamento di alcuni dei siti principali a esso collegati.

### Valuta ufficiale
Nella Repubblica di El Salvador nel 2021 il bitcoin è stato introdotto come ulteriore valuta ufficiale del paese centroamericano (il dollaro americano resta la valuta ufficiale primaria) anche se, al 2023, dopo diversi anni, il suo utilizzo è quasi nullo. Dalla fine del 2023, con l’aumento del prezzo di bitcoin, El Salvador sta guadagnando dall’apprezzamento della propria riserva. Nel 2025 il Bitcoin è stata eliminata come valuta a corso legale, in maniera che El Salvador ha potuto accedere a un prestito del Fondo Monetario Internazionale.
Anche la Repubblica Centrafricana ha adottato il bitcoin come valuta legale il 27 aprile 2022 affiancandolo al franco CFA.
La città di Lugano ha avviato un progetto, il Plan B, che prevede l'accettazione da parte della municipalità di pagamenti in Bitcoin per le imposte locali.

## Sviluppi di mercato e regolamentazione
Alcuni commentatori sollevano dubbi sulla reale possibilità tecnica di bloccare gli scambi anonimi in criptovalute su Internet. Le restrizioni sarebbero motivate dall'attività delle organizzazioni criminali e terroristiche negli scambi anonimi e criptati, dal rischio dei numerosi e piccoli risparmiatori che acquistano criptovalute come bene rifugio oppure per guadagnare sulle variazioni di prezzo, dall'instabilità creata dai pochi grandi investitori in Borsa. 
I provvedimenti variano dalla strada dell'autoregolamentazione di settore con la creazione di registri nazionali degli operatori autorizzati, alla sospensione dei titoli in Borsa, divieto di transazioni anonime riservandole a chi ha un conto corrente bancario autenticato, al blocco delle carte di credito.
Altra questione è la proprietà e il controllo della moneta, e della ricchezza scambiata in Bitcoin senza transitare dai tradizionali canali di investimento bancari. La criptomoneta è emessa da operatori talora quotati in Borsa, ma che non sono proprietari del valore fatto entrare nei circuiti di scambio, e che "sono fuori controllo" perché agiscono in un contesto multinazionale e in sé non sono influenzati dagli strumenti di politica monetaria delle banche centrali (un rialzo dei tassi, ecc). Propriamente, le carte di credito non possono essere usate dagli utenti per fare direttamente acquisti di beni venduti in criptovalute come è invece possibile con una moneta estera: prima deve essere acquistata la criptomoneta depositandola su un conto virtuale, dal quale poi è possibile fare scambi.
Se eBay ha intenzione di abbandonare PayPal dal 2020, la nota piattaforma di pagamento dal 2016 ha introdotto in 40 Paesi la possibilità di acquistare il Bitcoin per comprare beni, muovendo verso un sito che raccoglie i sistemi più popolari di pagamento, mentre Amazon sta trattando con varie banche l'apertura di conti correnti in Bitcoin.
Le limitazioni hanno interessato in primo luogo il Bitcoin, che è la più antica e fra quelle con la maggior frequenza e volume transati. Il 19 settembre 2017, il Governo cinese ha bloccato gli scambi in criptovaluta a Shanghai e Pechino. Bitcoin calcola che in Cina si concentra il 30% del valore degli scambi totali nelle 1 200 criptovalute censite, rendendola la principale piazza finanziaria – e speculativa – mondiale in questo tipo di moneta.
L'investitore rischia l'intero capitale, ma i guadagni finanziari mediante criptovalute in Cina non sono tassati, col solo obbligo per gli investitori americani di dichiarare oltre i 10.000 dollari.
Lo stesso giorno, il Giappone è stato uno dei primi e pochi Paesi al mondo a riconoscere la legittimità delle criptovalute, introducendo una regolamentazione e iscrivendo undici operatori in un registro istituito presso l'autorità di controllo della Borsa, utilizzato da alcune imprese come benefit per i propri dipendenti. 
La notizia arriva poche ore dopo una simile decisione della SEC statunitense, che in base alla legge federale ha il potere di chiudere i siti illegali: USA e Giappone sono i mercati più dinamici per le novità dell'elettronica e per il commercio Internet. Tuttavia, il conto di deposito non ha carattere di security, come un deposito a titoli.
Il gruppo Lloyd e Bank of Scotland hanno bloccato ai loro clienti gli acquisti in Bitcoin, seguendo le statunitensi Citigroup, Bank of America e JPMorgan, mentre il Governo May intende legiferare sulla materia.
Le principali banche australiane hanno "congelato" senza preavviso gli account di utenti e trader (con accesso in Borsa) denominati in criptovalute, mentre il Governo senza intervenire ha eliminato la doppia tassazione rispetto alle divise nazionali.
Dopo una forte crescita nell'ultimo trimestre del 2017 per i volumi di traffico e il prezzo delle azioni Bitcoin, il Governo indiano si appresta a mettere al bando tutti gli operatori in criptovalute.
Secondo i dati di Blockdata, nel 2021, gli scambi in Bitcoin transati per trimestre sono stati pari a 489 miliardi di dollari, superando i 302 miliardi elaborati da PayPal, ma ancora molto lontani dai 1.800 mld di MasterCard e 3.200 mld di Visa.
Il 10 gennaio 2024 la Securities and Exchange Commission statunitense ha autorizzato l'approvazione di ETF spot su Bitcoin.

### Apprezzamenti e critiche
La criptovaluta è stata vista da alcuni come un mezzo per democratizzare la finanza internazionale proprio nel periodo della grande recessione, favorita come è noto dalla deregulation dei mercati finanziari. Altri analisti invece non vedono una piena legalità della valuta stessa al pari delle valute ufficiali nel mercato globale.
Il Bitcoin porta con sé vantaggi e svantaggi. Analizzando l'aspetto dei vantaggi si può notare come:
- La criptovaluta protegga dall'inflazione, poiché viene fissato un tetto massimo alla circolazione della valuta in un determinato momento.
- Favorisce la libertà di pagamento, in quanto il Bitcoin può essere utilizzato indipendentemente dai confini tra paesi e continenti, contribuendo così anche a una certa facilità d'uso.
- I costi legati alle transazioni sono minori che con le classiche valute e basta avere a portata di mano l'indirizzo del beneficiario, indicare l'importo desiderato e inviare la somma con un clic, sbrigando così facilmente l'operazione.
- Con questo sistema i venditori sono maggiormente tutelati, poiché non è possibile stornare gli importi versati, anche se ciò comporta degli svantaggi per il cliente.
- Infine, viene garantita la sicurezza e la completezza delle informazioni richieste per le transazioni tramite la tecnologia Blockchain; il proprio Wallet è criptato ed è possibile eseguire dei backup regolarmente, senza contare che non vengono raccolti dati relativi ai comportamenti d'acquisto degli utenti.

Non mancano però gli svantaggi: 
- I Bitcoin risultano un metodo di pagamento ancora poco diffuso e questo contribuisce a rendere instabile il suo valore.
- A livello giuridico vi sono alcune difficoltà, perché vi sono paesi che non ne consentono l'utilizzo incondizionato, ad esempio gli istituti di credito in Vietnam non possono usufruirne.
- Trattandosi di una struttura decentrata, se si perde la chiave privata del proprio Wallet, non è più possibile ripristinarla.
- Il rischio di deflazione è elevato: infatti, al diminuire dei bitcoin disponibili, sale il loro prezzo e aumenta la speculazione da parte degli investitori. Bisogna tuttavia osservare che sono in molti a sostenere che la deflazione non è altro che una conseguenza naturale del progresso tecnologico e che pertanto non va considerata come una cosa negativa[90].
- Si riscontrano grandi oscillazioni del loro valore, in quanto i pochi partecipanti ne determinano il corso: piccoli eventi, attività e transazioni possono influire notevolmente sul prezzo. Anche una diminuzione degli investitori, che decidono di dedicarsi ad altri mercati, può causare un calo di questa criptovaluta.[91]

Nel 2023 l'Unione Europea approva il regolamento MiCA (Markets In Crypto-Assets), la prima regolamentazione del settore.

## Tecnologia

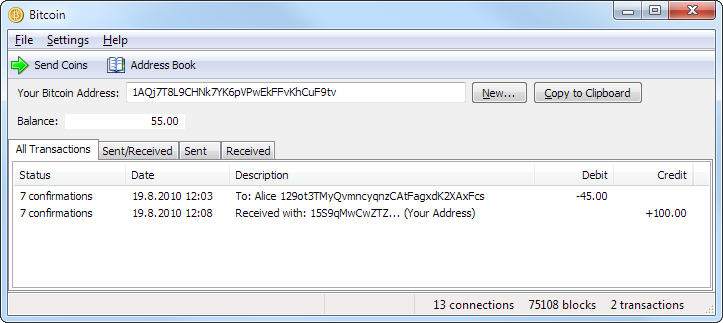
Programma Bitcoin in esecuzione in ambiente Windows 7.

Il Bitcoin è un'implementazione peer-to-peer della proposta b-money di Wei Dai e Bitgold di Nick Szabo. I principi del sistema sono descritti nel "white paper" pubblicato da Satoshi Nakamoto.
Il client ufficiale, Bitcoin Core, è un software libero che deriva direttamente dal codice scritto da Satoshi Nakamoto per implementare il protocollo di comunicazione e la rete peer-to-peer che ne risulta.

### Panoramica
Il Bitcoin si basa sul trasferimento di valuta tra conti pubblici usando crittografia a chiave pubblica. Tutte le transazioni sono pubbliche e memorizzate in un database distribuito che viene utilizzato per confermarle e impedire la possibilità di spendere due volte la stessa moneta.

### Proprietà

Schema semplificato di una catena di possesso. In realtà, una transazione può avere più di un input e più di un output.

Ogni utente che partecipa alla rete Bitcoin possiede un portafoglio che contiene un numero arbitrario di coppie di chiavi crittografiche. Le chiavi pubbliche, o "indirizzi bitcoin", da punti d'invio o ricezione per tutti i pagamenti. Il possesso di bitcoin implica che un utente può spendere solo i bitcoin associati con uno specifico indirizzo. La corrispondente chiave privata serve ad apporre una firma digitale a ogni transazione facendo in modo che sia autorizzato al pagamento solo l'utente proprietario di quella moneta. La rete verifica la firma utilizzando la chiave pubblica.
Se la chiave privata viene smarrita, la rete Bitcoin non potrà riconoscere in alcun altro modo la proprietà del denaro: la relativa somma di denaro sarà inutilizzabile da chiunque e, quindi, da considerarsi persa in modo irrimediabile. Casi di perdita patrimoniale per smarrimento della chiave privata si sono già verificati nei primi anni di operatività della criptovaluta: ad esempio, nel 2013 un utente ha lamentato la perdita di 7 500 bitcoin, all'epoca del valore di 7,5 milioni di dollari, per essersi accidentalmente sbarazzato di un hard disk che conteneva la sua chiave privata.

### Anonimato
Gli indirizzi non contengono informazioni riguardo ai loro proprietari e in genere sono anonimi. Gli indirizzi in forma leggibile sono sequenze casuali di caratteri e cifre lunghe in media 33 caratteri, che cominciano sempre per 1, per 3 oppure per bc1, della forma 1NAfBQUL4d2N7uu1iKxjwF8dESXTT3AKcq. Gli utenti possono avere un numero arbitrario di indirizzi Bitcoin, e infatti è possibile generarne a piacimento senza nessun limite in quanto la loro generazione costa poco tempo di calcolo (equivalente alla generazione di una coppia di chiavi pubblica/privata) e non richiede nessun contatto con altri nodi della rete. Creare una nuova coppia di chiavi per ogni transazione aiuta a mantenere l'anonimato.
L'algoritmo utilizzato da Bitcoin per generare le chiavi è l'Elliptic Curve Digital Signature Algorithm (ECDSA).
Per ovviare alla sempre più frequente tendenza delle società di monitoraggio della blockchain di bitcoin, sono stati sviluppati dei protocolli di anonimizzazione delle transazioni come Coinjoin e JoinMarket. Questi protocolli consentono agli utenti di "mescolare" le loro transazioni in modo da non permettere alcun tracciamento.

### Transazioni
I bitcoin contengono la chiave pubblica del loro proprietario (cioè l'indirizzo). Quando un utente A trasferisce della moneta all'utente B rinuncia alla sua proprietà aggiungendo la chiave pubblica di B (il suo indirizzo) sulle monete in oggetto e firmandole con la propria chiave privata. Trasmette poi queste monete in un messaggio, la "transazione", attraverso la rete peer-to-peer. Il resto dei nodi validano le firme crittografiche e l'ammontare delle cifre coinvolte prima di accettarla.
Ogni transazione che avviene sulla blockchain di Bitcoin, viene crittografata attraverso una funzione di Hashcash a chiave simmetrica unidirezionale SHA256. Questo processo viene eseguito automaticamente da molti computer e richiede molta potenza di calcolo.
Le UTXO, ovvero le "transazioni non spese" sono il principale metodo con cui si tiene il conto delle unita in circolazione.

### La catena dei blocchi e le conferme

La catena principale (in nero) consiste nella serie più lunga di blocchi dal primo (in verde) fino al blocco corrente. I blocchi orfani (in viola) esistono al di fuori della catena principale.

Per impedire la possibilità di utilizzare più volte la stessa moneta, la rete implementa quella che Satoshi Nakamoto descrive come un "server di marcatura oraria peer-to-peer", che assegna identificatori sequenziali a ognuna delle transazioni che vengono poi rafforzate nei confronti di tentativi di modifica usando l'idea di una catena di proof-of-work (mostrate in Bitcoin come "conferme").
Ogni volta che viene effettuata una transazione, essa parte nello stato di "non confermata"; diventerà "confermata" solo quando verificata attraverso una lista di marcatura oraria gestita collettivamente di tutte le transazioni conosciute, la blockchain (in italiano: "catena di blocchi").
In particolare, ogni nodo "generatore" raccoglie tutte le transazioni non confermate che conosce in un "blocco" candidato, un file che, tra le altre cose, contiene un hash crittografico del precedente blocco valido conosciuto a quel nodo. Prova poi a riprodurre un hash di quel blocco con determinate caratteristiche, uno sforzo che richiede in media una quantità definibile di prove da dover effettuare. Quando un nodo trova tale soluzione la annuncia al resto della rete, i peer che ricevono il blocco ne controllano la validità prima di accettarlo e poi aggiungerlo alla catena.
Quando una transazione viene ammessa per la prima volta in un blocco, riceve una conferma. Ogni volta che al di sopra di quel blocco vengono creati altri blocchi figli a esso collegato, riceve un'altra conferma. Quando il blocco contenente la transazione raggiunge sei conferme, ovvero vengono creati sei blocchi collegati a esso, il client Bitcoin cambia stato alla transazione portandola da "non confermata" a "confermata". La motivazione dietro a questa procedura è che a ogni conferma della transazione, ovvero a ogni nuovo blocco che viene creato al di sopra del blocco con la transazione stessa, risulta via via più difficile e costoso annullare la transazione. Un ipotetico attaccante, per annullare una transazione con un certo numero di conferme, dovrebbe generare una catena parallela senza la transazione che desidera annullare e composta da un numero di blocchi pari o superiore alle conferme ricevute dalla transazione.
Ne consegue che la catena dei blocchi contiene lo storico di tutti i movimenti di tutti i bitcoin generati a partire dall'indirizzo del loro creatore fino all'attuale proprietario. Quindi, se un utente prova a riutilizzare una moneta che ha già speso, la rete rifiuterà la transazione in quanto la somma risulterà già essere spesa.
Nakamoto ha progettato il sistema in modo che, nonostante il database aumenti di dimensioni nel tempo, sia possibile averne una versione ridotta che riguardi nel dettaglio solo alcune transazioni, ma che rimanga completamente verificabile in modo indipendente. Ad esempio, per un utente privato potrebbe essere interessante avere la catena dei blocchi con le sole transazioni che lo riguardano. Oppure, potrebbe essere desiderabile ripulire dal database tutte le transazioni le cui somme in uscita sono già state utilizzate in altre transazioni, diminuendone di molto le dimensioni.

### Generazione dei bitcoin
La rete Bitcoin crea e distribuisce in maniera completamente casuale un certo ammontare di monete all'incirca sei volte l'ora ai client che prendono parte alla rete in modo attivo, ovvero che contribuiscono tramite la propria potenza di calcolo alla gestione e alla sicurezza della rete stessa. L'attività di generazione di bitcoin viene spesso definita come "mining", un termine analogo al gold mining (estrazione di oro). La probabilità che un certo utente riceva la ricompensa in monete dipende dalla potenza computazionale che aggiunge alla rete relativamente al potere computazionale totale della rete.
Inizialmente il client stesso si occupava di svolgere i calcoli necessari all'estrazione dei bitcoin, sfruttando la sola CPU. Con l'aumentare della potenza di calcolo totale della rete e a seguito della natura competitiva della generazione di bitcoin, questa funzionalità è diventata antieconomica ed è stata rimossa. Oggigiorno esistono dei programmi specializzati che inizialmente sfruttavano la potenza delle GPU e delle FPGA, e che ora utilizzano hardware dedicato basato su processori ASIC progettati per questo utilizzo. Dal momento che la quantità di operazioni mediamente necessarie a chiudere con successo un singolo blocco è diventata talmente elevata da richiedere grandi quantità di risorse in termini di energia elettrica e potenza computazionale, la maggior parte dei minatori si unisce in "gilde" chiamate mining pool dove tutti i partecipanti mettono in comune le proprie risorse, spartendosi poi i blocchi generati in funzione del contributo di ognuno.
Il numero di bitcoin creati per blocco era inizialmente di 50 BTC (aggiunti agli eventuali costi delle singole transazioni). Tale quantità è stata programmata per diminuire nel tempo secondo una progressione geometrica con un dimezzamento del premio ogni 4 anni circa (210 000 blocchi). Così dimensionata, questa serie comporta che in totale verranno creati circa 21 milioni di bitcoin nel giro di 130 anni circa, con l'80% degli stessi creati nei primi 10 anni. In seguito la ricompensa è passata a 25 BTC per blocco il 28 novembre 2012, a 12,5 BTC per blocco il 9 luglio 2016, a 6,25 BTC per blocco l'11 maggio 2020. Con la progressiva riduzione della ricompensa di generazione nel tempo, la fonte del guadagno per i minatori passerà dalla generazione della moneta alle commissioni di transazione incluse nei blocchi, fino al giorno in cui la ricompensa cesserà di essere elargita: per allora l'elaborazione delle transazioni verrà ricompensata unicamente dalle commissioni di transazione stesse.
Il volume totale di emissioni dei bitcoin è limitato, in quanto è la somma dei membri di una progressione geometrica decrescente, e non supererà i 21 milioni. 12,7 milioni di bitcoin erano in circolazione nel maggio 2014, mentre 18,77 milioni di bitcoin erano in circolazione nel luglio 2021.
Nelle prime versioni del programma-cliente c'era un pulsante «generare nuovi bitcoin». Dal 2013, il mining senza processori dedicati (su schede video o CPU) è diventato non redditizio: il costo dell'elettricità consumata ha superato il risultato medio. Nel 2017 è stato introdotto un servizio di cloud mining utilizzando capacità produttiva affittata. La manutenzione, la configurazione e la connessione a Internet delle apparecchiature sono a carico della società che fornisce tale servizio. Nella maggior parte dei casi, il locatario può scegliere la criptovaluta per mining e un mining pool per associarsi.
L'importo della commissione può essere impostato liberamente da chi effettua una transazione, sebbene da maggio 2013, con l'aggiornamento alla versione 0.8.2 del client ufficiale, commissioni al di sotto della soglia di 0,0001 BTC vengono considerate non standard e, di conseguenza, le transazioni associate rischiano di non essere mai confermate. Tanto più è alta la commissione tanto più è probabile che venga inclusa nel primo blocco estratto, accelerando quindi la prima conferma. Gli utilizzatori hanno dunque un incentivo a includere tali commissioni, perché ciò significa che la transazione sarà probabilmente elaborata più rapidamente: ogni minatore ha la libertà di scegliere quali transazioni includere nel blocco che sta elaborando, che ha una dimensione massima prefissata dal protocollo, e che quindi sarà invogliato a includere per prime le transazioni con commissioni maggiori.
Tutti i nodi della rete competono per essere i primi a trovare una soluzione di un problema crittografico che riguarda il blocco candidato, un problema che non può essere risolto in altri modi che tramite bruteforce e che quindi richiede sostanzialmente un enorme numero di tentativi. Quando un nodo trova una soluzione valida la annuncia al resto della rete attribuendosi contemporaneamente i bitcoin in premio previsti dal protocollo, i nodi che ricevono il nuovo blocco lo verificano e lo aggiungono alla loro catena, ricominciando il lavoro di mining al di sopra del blocco appena ricevuto.
Dal punto di vista tecnico il processo di mining non è altro che un'operazione di hashing inverso: determinare un numero (nonce) tale per cui l'hash SHA-256 di un insieme di dati rappresentante il blocco sia inferiore a una soglia data. Questa soglia, chiamata difficoltà, è ciò che determina la natura concorrenziale del mining di bitcoin: più potenza di calcolo viene aggiunta alla rete bitcoin e più questo parametro aumenta, aumentando di conseguenza il numero di calcoli mediamente necessari a creare un nuovo blocco e aumentando quindi il costo di creazione dello stesso, spingendo i nodi a migliorare l'efficienza dei loro sistemi di mining per mantenere un bilancio economico positivo. L'aggiornamento di questo parametro avviene ogni 14 giorni circa, dimensionandosi in modo che un nuovo blocco venga generato in media ogni 10 minuti. I nodi che svolgono il processo di mining sono generalmente chiamati miner.

### Costi di transazione
Considerato che i miner possono decidere autonomamente quali transazioni inserire in un blocco, chi vuole inviare bitcoin dovrà pagare una tassa di trasferimento, di valore variabile, per incentivare la scelta della propria transazione. A seconda dell'importo scelto da pagare come tassa di trasferimento, il trasferimento avverrà in più o meno tempo. Questo meccanismo costituisce un importante incentivo per i miner, e permetterà loro di poter continuare con la loro attività anche quando la difficoltà per generare bitcoin aumenterà o la quantità di premio per blocco decrescerà nel tempo. I miner collezionano le tasse di transazione associate a tutte le transazioni presenti nel loro blocco dedicato.

### Bitcoin sui media
Il Bitcoin è stato menzionato in siti di ampia visibilità come Slashdot o la rubrica tecnica del Time. Anche l'Agenzia ANSA ha dato risalto all'ascesa dell'utilizzo, della diffusione e del valore del bitcoin mentre le maggiori testate economiche italiane, tra cui per prima Money.it sin da inizio 2017, hanno una sezione dedicata al bitcoin con prezzo, grafico storico e una copertura quotidiana sull'andamento della più importante delle criptovalute.
L'episodio 13 della terza stagione di The Good Wife e l'episodio 9 dell'undicesima stagione di The Big Bang Theory sono dedicati ai bitcoin.
Ampio risalto ha avuto sui media internazionali l'annuncio che il colosso dei blog Automattic ha adottato, a partire dal 15 novembre 2012, la criptovaluta come metodo di pagamento per sfuggire al blocco di più di 60 paesi adottato da PayPal e dalle carte di credito.
Bitcoin viene menzionato molte volte nel corso della serie TV Mr. Robot e risulta essere strettamente correlato ad una delle tematiche principali della serie, ovvero la creazione di una moneta digitale controllabile dal governo.
Il 10 ottobre 2014 il distributore cinematografico Gravitas Venturas ha diffuso The Rise and Rise of Bitcoin un documentario sulla tecnologia Bitcoin, che può essere considerato il primo film su questa tecnologia.
In una puntata di Grey's Anatomy un gruppo di cyberterroristi riesce ad introdursi illegalmente nel software dell'ospedale mettendo in pericolo le vite dei pazienti e chiedendo un riscatto pari a 5 000 bitcoin per "liberare" la rete dell'ospedale.

### Implementazioni alternative
In virtù delle caratteristiche open del protocollo e del software originario scritto dal creatore del sistema Bitcoin, nel tempo sono stati creati programmi e librerie che implementano il protocollo Bitcoin in modo indipendente. Queste implementazioni spesso sono pensate per semplificare l'uso dei bitcoin, ad esempio consentendo all'utente di ricevere transazioni senza dover scaricare l'intera catena dei blocchi, o scaricandone una versione ridotta. Altri software sono in grado di collegarsi al client originale per estenderne le funzioni o per agevolarne l'uso. Altre ancora sono pensate per essere utilizzate su dispositivi sui quali il client originale non può essere eseguito.
Di seguito un elenco dei software che implementano in varie forme il protocollo Bitcoin:
- Armory: questo programma si collega al client originale e ne estende le funzionalità, garantendo un maggior livello di controllo delle transazioni.
- MultiBit: è un client che scarica una versione ridotta della catena dei blocchi, che riduce di molto i tempi di sincronizzazione e lo spazio di archiviazione del client originale con un minimo compromesso al livello di sicurezza.
- Bitcoin Wallet: simile come principio a MultiBit, ma scritto per smartphone con sistema operativo Android e BlackBerry.
- Electrum: si tratta di una coppia di programmi basata su un approccio client/server. Gli utenti utilizzano un programma client che, collegandosi a un server in esecuzione su una macchina diversa, gli permette di visualizzare tutte le sue transazioni e crearne di nuove. A differenza degli altri approcci, questo sistema richiede che chi esegue il client ponga un certo livello di fiducia nel server a cui si collega.
- BitCoinJ: è un'implementazione in linguaggio Java sviluppato da Mike Hearn, un ex ingegnere di Google.[127]
- bitcoin-js-remote, un'interfaccia utente via web sviluppata in JavaScript per il demone Bitcoin ufficiale.[128]
- libbitcoin: comunità, libreria e strumenti open source per uno sviluppo libero di Bitcoin.
- btcd: un'implementazione di nodo completo scritta in Go.
- coinpunk: wallet basato su interfaccia web installabile su server (per sviluppatori e utenti esperti).
- zeronet utilizza un protocollo simile a quello dei wallet bitcoin per identificare ed autenticare gli utenti nella sua rete serverless per il web hosting.

### Negozi che accettano bitcoin
Nel mondo si contano più di 14 000 attività commerciali, tra negozi, professionisti e attività commerciali di qualsiasi categoria, che accettano pagamenti in bitcoin.
In Italia le attività commerciali recensite sono più di 700. Sono situate su tutto il territorio nazionale, con prevalenza al Nord, e rappresentano qualsiasi categoria merceologica. Le principali categorie sono quelle dell'informatica, della ristorazione e del turismo. Le città in cui si trovano più merchant bitcoin sono Trento, Milano e Roma; le regioni invece con il più alto numero di attività commerciali sono Lombardia, Veneto e Trentino-Alto Adige.

### ATM (Bancomat) bitcoin
In Italia sono funzionanti alcuni sportelli automatici nei quali è possibile prelevare contanti o versare contanti nel proprio conto bitcoin, i quali verranno convertiti secondo il tasso di cambio vigente in quel momento.
Prima di utilizzare un ATM bitcoin è necessario installare il portafoglio elettronico nel proprio smartphone e generare il proprio indirizzo Bitcoin (il numero del proprio conto corrente virtuale, analogo al codice IBAN) e il relativo codice QR da far riconoscere alla macchina per il successivo accreditamento o prelievo di valuta bitcoin. Il primo Bancomat bitcoin al mondo, marchiato Robocoin, fu installato a Vancouver (Canada) e cominciò a funzionare il 1º novembre 2013. Il primo installato in Italia (terzo in Europa dopo quelli di Helsinki e Zurigo), a marca Lamassu, ha cominciato a operare a Udine il 20 febbraio 2014.
Gli ATM (Bancomat) del circuito di Bitcoin sono separati e non integrati con Visa, Mastercard, o altri circuiti di pagamento utilizzati dagli istituti bancari.

## Simbolo

Il simbolo di Bitcoin

Il bitcoin è rappresentato dal simbolo di valuta ₿. La proposta di introduzione del relativo carattere Unicode è stata accettata dall'Unicode Consortium nel novembre 2015 e il carattere (U+20BF) è ufficialmente disponibile dal giugno 2017 come parte della versione 10.0 di Unicode. Negli anni precedenti, in mancanza di un carattere ufficiale, sono stati usati diversi artifici per rappresentare il simbolo di bitcoin, tra i quali l'uso di immagini in linea nel testo, l'impiego di font speciali, oppure l'uso di caratteri graficamente simili, come il simbolo del baht thailandese (฿).

## Controversie

### Inquinamento
Secondo digiconomist, sito citato da diverse testate giornalistiche, una singola transazione in Bitcoin consuma quanto 1 122 196 pagamenti con una carta Visa, equivalenti a 36 giorni di consumo elettrico di una casa di una famiglia media americana e pari a guardare YouTube per 84 388 ore. Si stima, secondo diverse testate indipendenti, tra cui CBS che solo il 40% dell'energia consumata dalle criptovalute sia da fonti rinnovabili, e il restante 60% provenga da combustibili fossili, stima confermata a settembre 2022 anche dall'università di Cambridge.
La Banca d'Italia ha affermato, in una sua comunicazione ufficiale, che durante il 2019 il consumo elettrico dell'intera rete dei pagamenti con bonifico istantaneo e addebito diretto (TIPS) di tutta Europa è stato 40 000 volte meno della sola rete Bitcoin.
Secondo moneysupermarket.com, un sito che si occupa di consumi citato da Fortune, una singola transazione in bitcoin (come ad esempio comprare il latte) consuma 173 dollari di elettricità.
Sempre l'università di Cambridge, nella sezione relativa alle FAQs sul suo modello CBECI per il consumo energetico di Bitcoin, fa notare che la popolare metrica del consumo per transazione può essere fuorviante per Bitcoin e va contestualizzata:
Viene osservato inoltre che tale consumo è parte della soluzione tecnica che consente di ottenere la disintermediazione, che è la caratteristica principale che differenzia Bitcoin da un network di pagamento tradizionale quale Visa o il bonifico bancario, piuttosto che essere relativo alla sola gestione delle transazioni.
Anche Michel Khazzaka in uno studio scientifico ha contestato i calcoli precedenti affermando che in realtà una transazione in bitcoin può accorpare anche mille o più transazioni provenienti da layer 2 di Bitcoin come il Lightning Network, sebbene nel 2022, a 5 anni dalla sua creazione, il Lightning Network continua ad essere sperimentale e scarsamente utilizzato, infatti nell'anno 2022 si ha una stima del suo utilizzo di 240 milioni di dollari di transazioni contro 11,5 bilioni di utilizzo del Bitcoin onchain, pari allo 0,0021%.
Se il prezzo delle criptovalute salisse, salirebbero anche i consumi elettrici, al momento pari a quelli dell'Argentina per il solo Bitcoin. Uno studio accademico pubblicato nel 2018 su Nature, una delle più importanti riviste scientifiche, affermò che era necessaria più del doppio dell'energia per estrarre 1 dollaro in bitcoin rispetto a un dollaro di oro, argento o platino; Un altro studio accademico affermò come nell'anno 2019 il consumo di elettricità del bitcoin si è quadruplicato rispetto all'anno precedente..
Elon Musk nel maggio 2021 ha affermato che Tesla non avrebbe più accettato pagamenti in bitcoin fino a quando non sarà dimostrato che oltre il 51% del mining di bitcoin non sarà da fonte rinnovabile, anche la Banca Centrale Europea ha definito, in un suo comunicato ufficiale, che l'inquinamento da carbonio che provoca il bitcoin è "esorbitante".
Anche Wikipedia ha smesso, su richiesta di Wikimedia Foundation, dopo 8 anni, di accettare donazioni in criptovalute, a causa del dibattito attorno alle esternalità negative per l'ambiente.
In uno studio accademico pubblicato nel 2018 su Nature è stato stimato che l'anidride carbonica prodotta dal solo Bitcoin causerà un aumento della temperatura globale di oltre 2 gradi Celsius in meno di 3 decadi.
Nel 2021 è stato stimato, in un sito della Columbia University, che il mining di Bitcoin produce 11,5 kilotonnellate di rifiuti elettronici ogni anno e mezzo, formati principalmente da Asics e schede grafiche.
Uno studio del 2022 pubblicato su Scientific Reports di Nature ha evidenziato come il danno ambientale, inteso come emissione di diossido di carbonio, del Bitcoin sia inferiore alla produzione di gas e benzina ma superiore a quello degli allevamenti intensivi di carne bovina, causando danni ambientali, nel quinquennio 2016-2021, pari a 12 miliardi di dollari, periodo nel quale non si ha avuto nessuna prova di transizione verso fonti di energia rinnovabile.

### Wash trading
In uno studio accademico pubblicato a dicembre del 2022 dal National Bureau of Economic Research si afferma, dopo avere osservato 29 exchanges regolamentati per 1 anno, che il 70% delle transazioni in crypto (incluse quelle in Bitcoin) è frutto di wash trading, ossia scambi fittizi in cui 2 controparti compiacenti vendono a loro stesse degli asset in maniera fittizia, alterandone sia i volumi che il prezzo.

### Opinione del Consiglio per la stabilità finanziaria
A febbraio 2022, il financial stability board ha affermato:
Morning Star afferma che il CSM:

### Transazioni illecite
È stato stimato nel 2022 che la percentuale di transazioni illecite è di circa il 23%, per un controvalore di 72 miliardi di dollari USA.